# Rüdiger Schreck
Rüdiger Schreck (* 12. Juli 1940; † 17. April 1968 in München) war ein Student, der während einer Demonstration in München am Ostermontag 1968 so schwer verletzt wurde, dass er zwei Tage später verstarb. Der Vorfall ereignete sich während der so bezeichneten Osterunruhen, die durch das Attentat auf Rudi Dutschke am Gründonnerstag 1968 in West-Berlin ausgelöst wurden.
Während der Demonstration am Ostermontag 1968 in München erlitt auch der Pressefotograf Klaus Frings eine schwere Verletzung, der er ebenfalls am 17. April 1968 erlag.
Die Strafverfolgungsbehörden gingen davon aus, dass die Verletzungen der beiden Opfer durch von Demonstranten geworfene Gegenstände verursacht wurden, verantwortliche Einzelpersonen konnten aber nicht ermittelt werden.

## Leben
Rüdiger Schreck lebte seit 1966 in München und teilte sich 1968 zusammen mit seinem Bruder Reinhard und einem dritten Studenten eine kleine Wohnung. Zum Zeitpunkt seines Todes studierte er im sechsten Semester Betriebswirtschaftslehre. Er gehörte keiner Studentenorganisation an. Freunde schilderten ihn als sehr ruhig, fleißig und politisch nicht gebunden.
Rüdiger Schreck lebte bis 1960 in der Deutschen Demokratischen Republik (DDR). Er flüchtete am 8. Mai 1960 nach West-Berlin. Als Grund für die Flucht gab er an, er habe sich geweigert, bei der Nationalen Volksarmee Dienst zu tun, und daher keine Genehmigung zum Studium erhalten.
Seine Mutter war Lehrerin und lebte 1968 in Dankerode im Harz (DDR). Sein Vater, der von Beruf Ingenieur war, war kurz vor Kriegsende gefallen.

## Todesumstände

### Zeitlicher Kontext (Osterunruhen)
Am 11. April 1968 wurde in Berlin ein Attentat auf den bekannten Aktivisten der Außerparlamentarischen Opposition (APO) und Sprecher des Sozialistischen Deutschen Studentenbundes (SDS) Rudi Dutschke verübt. Da die APO vor allem die im Axel-Springer-Verlag erscheinenden Zeitungen für die aufgeheizte Stimmung verantwortlich machte, die zu dem Anschlag geführt hatte, kam es in mehreren deutschen Städten zu Demonstrationen vor den Verlagsgebäuden. Teilweise entstanden Straßenkämpfe zwischen den Demonstrierenden und der Polizei. Die Proteste, die vom 11. bis zum 17. April 1968 andauerten, werden als Osterunruhen bezeichnet.

### Proteste in München
In München versammelten sich am Gründonnerstag mehrere hundert Menschen vor dem Redaktions- und Druckereigebäude des Springer-Verlages, das sich damals an der Kreuzung Schellingstraße / Barer Straße befand. In der Druckerei wurde die Bild-Zeitung für den süddeutschen Raum produziert. Gegen Mitternacht stürmten Demonstranten die Redaktionsräume, beschädigten Inventar und warfen Gegenstände aus dem Fenster. Am folgenden Tag versuchten dreihundert bis vierhundert Studenten, die Auslieferung der Bild-Zeitung durch den Bau von Barrikaden zu verhindern. Hier sowie auch in den folgenden Tagen kam es zu gewalttätigen Auseinandersetzungen zwischen den Demonstranten und der Polizei, die Wasserwerfer und Knüppel einsetzte. Ihren Höhepunkt erreichten die Proteste am Ostermontag, dem 15. April 1968, es kam zu einer Konfrontation zwischen rund 2000 Demonstranten und sechs Hundertschaften der Polizei vor dem Verlagsgebäude. Die Polizei versuchte gegen 21 Uhr eine Sitzblockade von Protestierenden auf der Barer Straße zu beenden, um die Auslieferung der Bild-Zeitung zu ermöglichen. Die Demonstranten warfen mit Steinen, Brettern und Eisenstangen von einer nahegelegenen Baustelle.

### Tödliche Verletzung
Schreck stürzte um 21.16 Uhr vor dem Lokal Weinschatulle zu Boden. Er wurde von Kommilitonen zum Krankenwagen gebracht. Als er im Schwabinger Krankenhaus eintraf, war er noch bei Bewusstsein, konnte jedoch über den Vorfall keine Angaben machen. Nachdem eine Schädelfraktur festgestellt worden war und Krämpfe auftraten, wurde Schreck in die neurochirurgische Abteilung des Klinikums rechts der Isar gefahren. Die Ärzte konnten sein Leben trotz einer sofortigen Operation nicht mehr retten.

### Ermittlungen
Nach den Ermittlungen der Polizei waren Schrecks Verletzungen durch eine aus den Reihen der Demonstranten geschleuderte etwa 60 Zentimeter lange Holzbohle verursacht worden. Es wurde wegen Körperverletzung mit Todesfolge gegen Unbekannt ermittelt, die Tat konnte aber letztlich nicht aufgeklärt werden.
Der Bruder des Verstorbenen, Reinhard Schreck, und der Journalist Günter Wallraff stellten eigene Recherchen an und kamen zu dem Verdacht, dass Schreck durch den Schlag mit einer Kameraleuchte eines Mitglieds eines Polizei-Filmteams zu Tode kam.